# 湯博拉

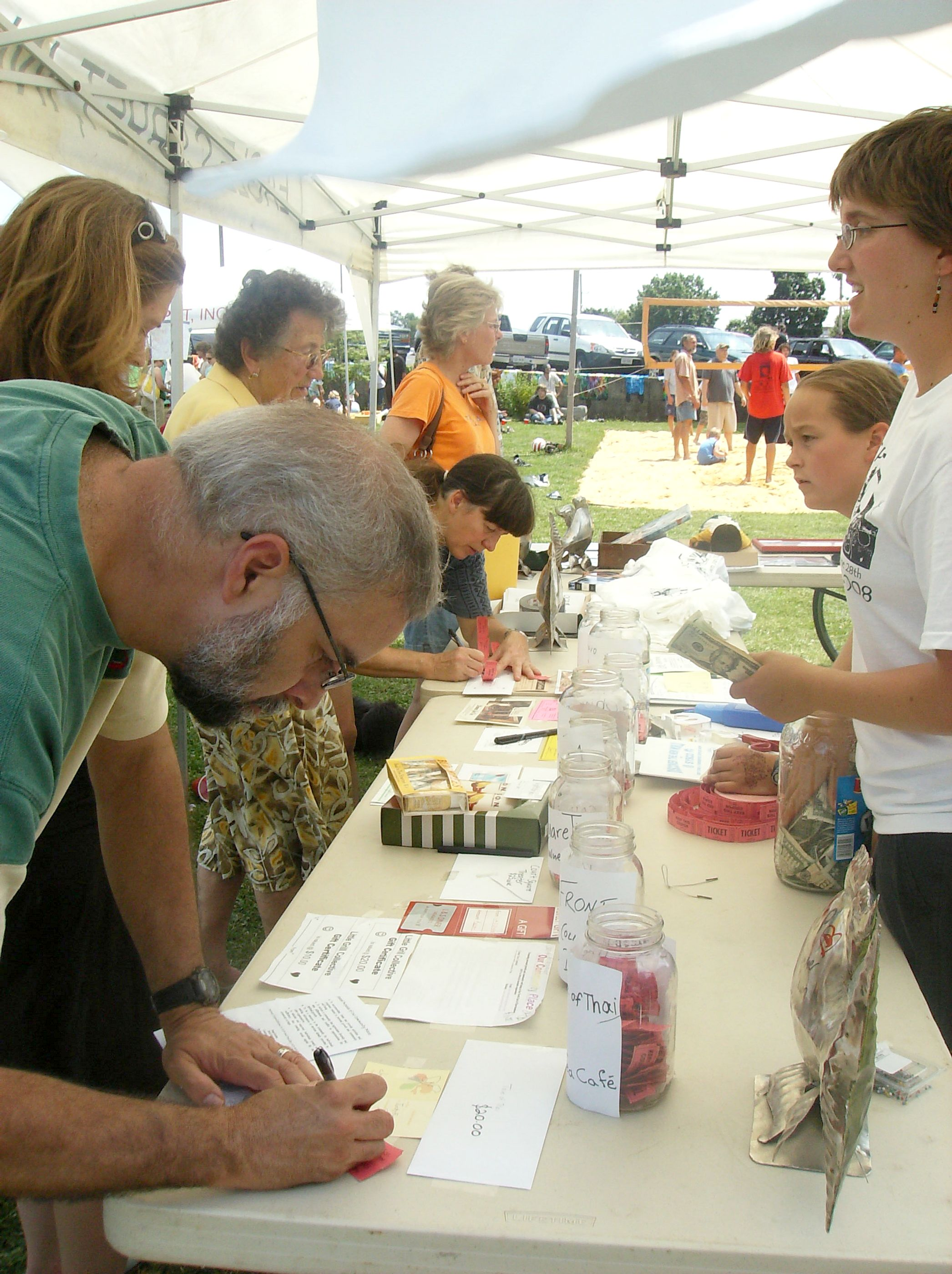

湯博拉（義大利語：Tombola），香港普遍稱之為氹波拿，是一種有博彩成份的抽獎遊戲。

## 外部連結
- Raffle Ticket Printing and Number Draw Software （页面存档备份，存于）
- 《尼奧寵物》裡的湯博拉遊戲